# Mauléon-Licharre
Mauléon-Licharre (službeno francusko ime)  ili Maule-Lextarre (baskijsko ime ) je općina u jugozapadnoj Francuskoj u deparmatnu Atlantski Pireneji.
Grad je prijestolnica Zuberoe, jedne od sedam tradicionalnih baskijskih pokrajina.
Dom je platnenih cipela, espadrille i etorki sira.
U općini se nalaze Dvorac Andurain, te Dvorac Maule.